# Quim Monzó

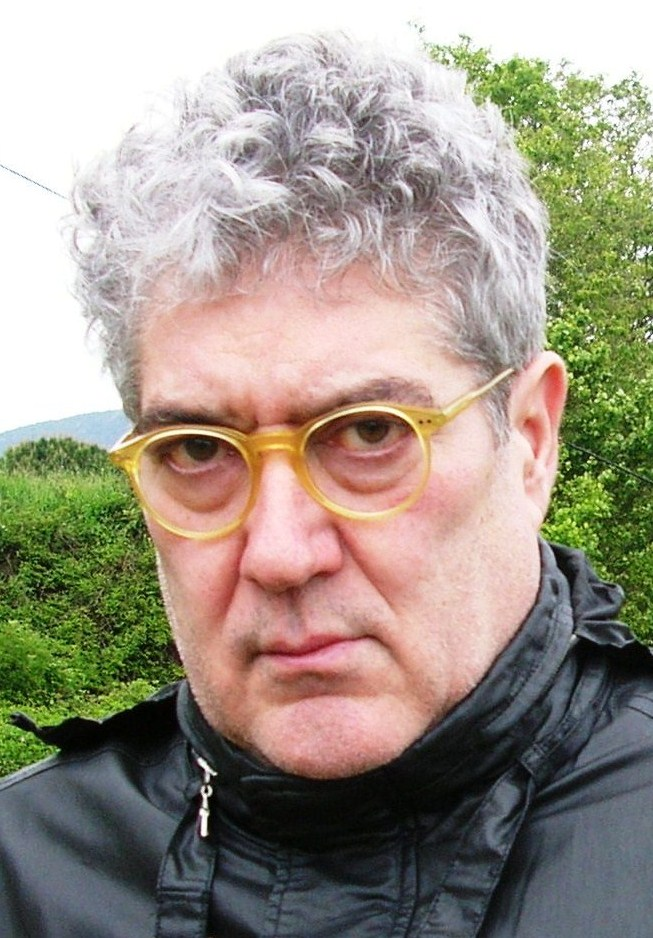
Quim Monzó

Quim Monzó (Barcelona, 24 maart 1952) is een Catalaans schrijver en journalist. Hij schrijft in het Catalaans maar publiceert ook journalistieke stukken in het Spaans.

## Levensloop
In het begin van de jaren zeventig schreef Monzó reportages over Vietnam, Cambodja, Noord-Ierland en Oost-Afrika voor kranten in Barcelona. Naderhand schreef hij over Praag en Boekarest gedurende de val van het communisme, over de presidentsverkiezingen in de Verenigde Staten, over Israël tijdens de tweede intifada... Zijn journalistiek werk en zijn verhalen hebben een ironische toon. Een van zijn reportagebundels, Catorze ciutats comptant-hi Brooklyn, is opmerkelijk vanwege de beschrijving van New York tijdens de dagen onmiddellijk na de aanslagen van 11 september. In 2007 kreeg hij de opdracht de openingsrede te houden op de boekenbeurs van Frankfurt (Duitsland) die in het teken stond van de Catalaanse cultuur. Hij schrijft een veelgelezen dagelijkse column in La Vanguardia.

## Werken
Zijn eerste roman verscheen in 1976. Begin jaren tachtig woonde hij in New York en had hij een beurs om de hedendaagse Amerikaanse literatuur te bestuderen. Hij heeft regelmatig meegewerkt aan radio- en televisieprogramma's. Hij schreef samen met Cuca Canals de dialogen van de film Jamón Jamón, van regisseur Bigas Luna. Hij heeft één theaterstuk geschreven: El tango de Don Joan, met Jérôme Savary.
Hij heeft romans, verhalen en gebundelde artikelen gepubliceerd. Zijn boeken zijn in meer dan twintig talen vertaald. Hij heeft verschillende prijzen gekregen: de Prudenci Bertrana romanprijs, de El Temps romanprijs, de Ciudad de Barcelona verhaalprijs, de Lletra d'Or prijs, de Maria Àngels Anglada prijs, de Premi Nacional de Literatura en, vier keer, de Prijs van de Kritiek, die Serra d'Or toekent.

## Gepubliceerd werk

### Vertalingen in het Nederlands
- 1997 De omvang van de ramp. Amsterdam: Meulenhoff. Uit het Catalaans vertaald door Frans Oosterholt. ISBN 90-290-5223-6

### Romans en verhalen (in het Catalaans)
- 1976: L'udol del griso al caire de les clavegueres
- 1977: Self Service, in samenwerking met Biel Mesquida
- 1978: Uf, va dir ell
- 1980: Olivetti, Moulinex, Chaffoteaux et Maury
- 1983: Benzina
- 1985: L'illa de Maians
- 1989: La magnitud de la tragèdia
- 1993: El perquè de tot plegat
- 1996: Guadalajara
- 1999: Vuitanta-sis contes, bekroond met de Lletra d'or in 2000
- 2001: El millor dels mons
- 2003: Tres Nadals
- 2007: Mil cretins

### Gebundelde artikelen (in het Catalaans)
- 1984: El dia del senyor
- 1987: Zzzzzzzz
- 1990: La maleta turca
- 1991: Hotel Intercontinental
- 1994: No plantaré cap arbre
- 1998: Del tot indefens davant dels hostils imperis alienígenes
- 2000: Tot és mentida
- 2003: El tema del tema
- 2004: Catorze ciutats comptant-hi Brooklyn
- 2010: Esplendor i glòria de la Internacional Papanates
- 2017: Taula i barra. Diccionari de menjar i beure

## Prijzen en onderscheidingen
Vier van zijn werken werden met de Serra d'Or-kritiekprijs voor literatuur en essay bekroond:
- 1981 - Olivetti, Moulinex, Chaffoteaux et Maury
- 1986 - L'illa de Maians
- 1994 - El perquè de tot plegat
- 1997 - Guadalajara

In 2018 kreeg hij de Ereprijs der Catalaanse Letteren.